# Entretenimiento y ocio en Iquitos

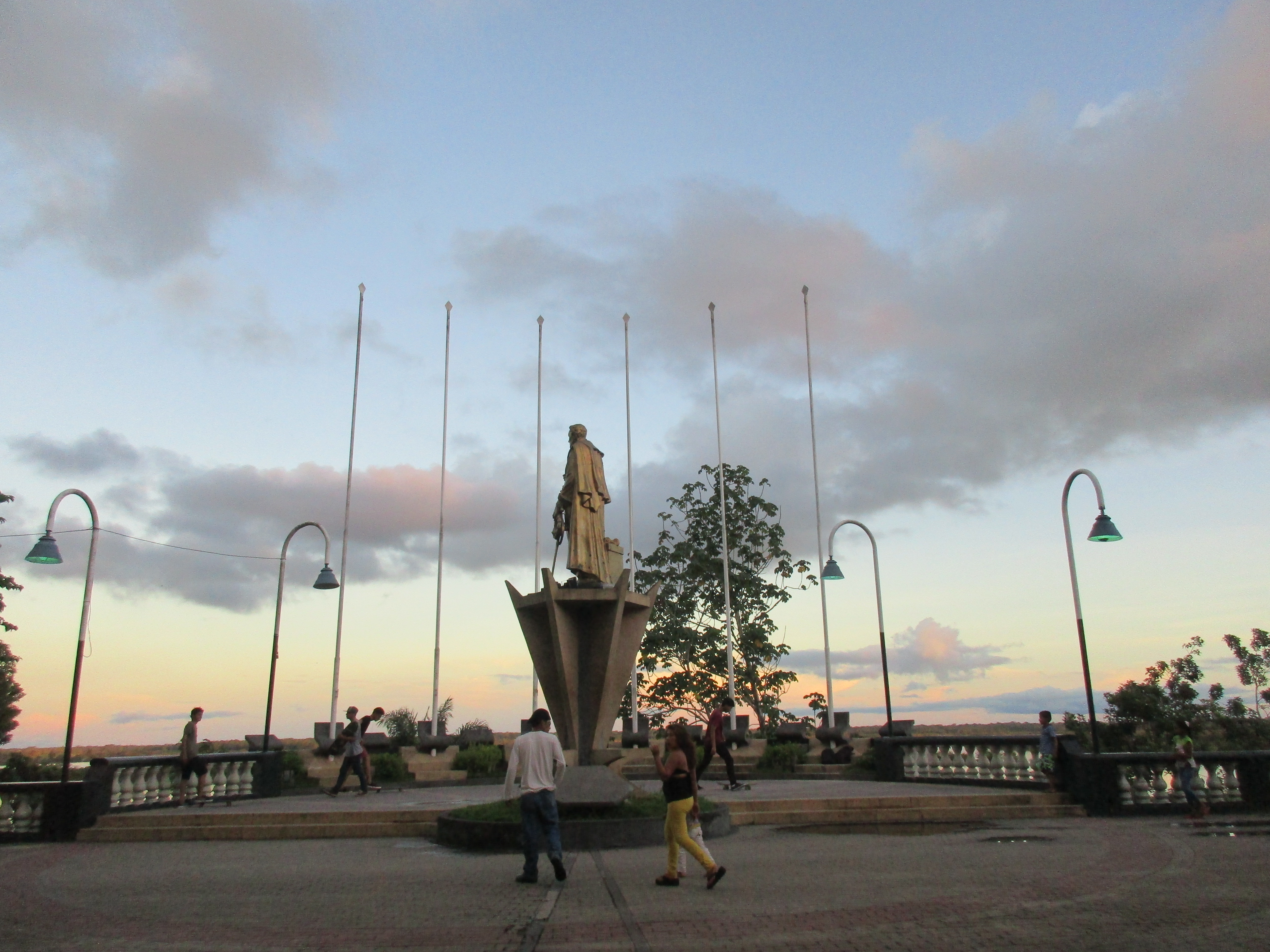
El Malecón Tarapacá junto al bulevar y a la Plaza de Armas son lugares donde los locales y extranjeros acuden en sus ratos de ocio para entretenerse y relajarse.

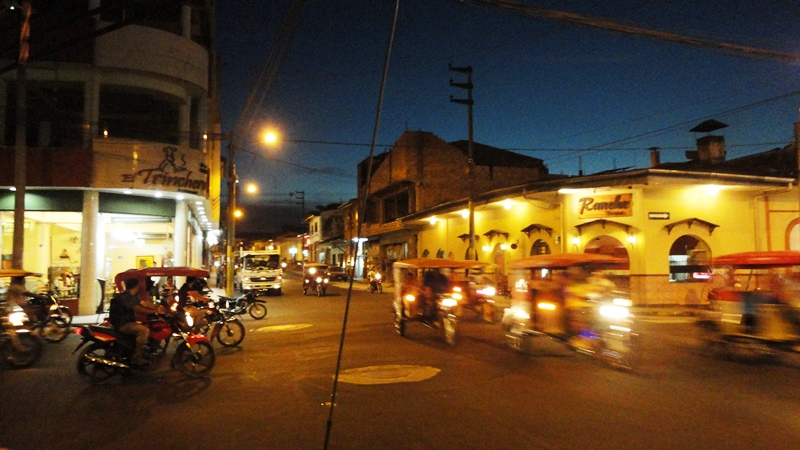
Restaurantes-pollerias, El Trinchero y El Rancho, junto a otros, ubicados en una intersección de las calles Condamine y Napo, en el Centro.

El entretenimiento y ocio en Iquitos comprende una variada gama de actividades que mueve el turismo y la vida contemporánea de la ciudad.
Iquitos tiene un incensante movimiento turístico basada en su ecléctico entretenimiento amazónico, por el cual es referida generalmente como una party town, comparándose con Ibiza. Con una organización de entretenimiento en crecimiento en la actualidad, la ciudad siempre ha tenido grupos preocupados en la proyección de las artes contenidas en Iquitos como la danza, la música, el cine, la pintura, la literatura y el teatro. Iquitos no tiene una industria del entretenimiento sólida, debido a que muchas formas de entretenimiento están repartidas y se solventan bajo su propia capital. El Centro de Iquitos es el corazón donde el entretenimiento está densamente presente, no obstante en otros distintos de la ciudad también existe lugares de entretenimiento.

## Tipos de entretenimiento

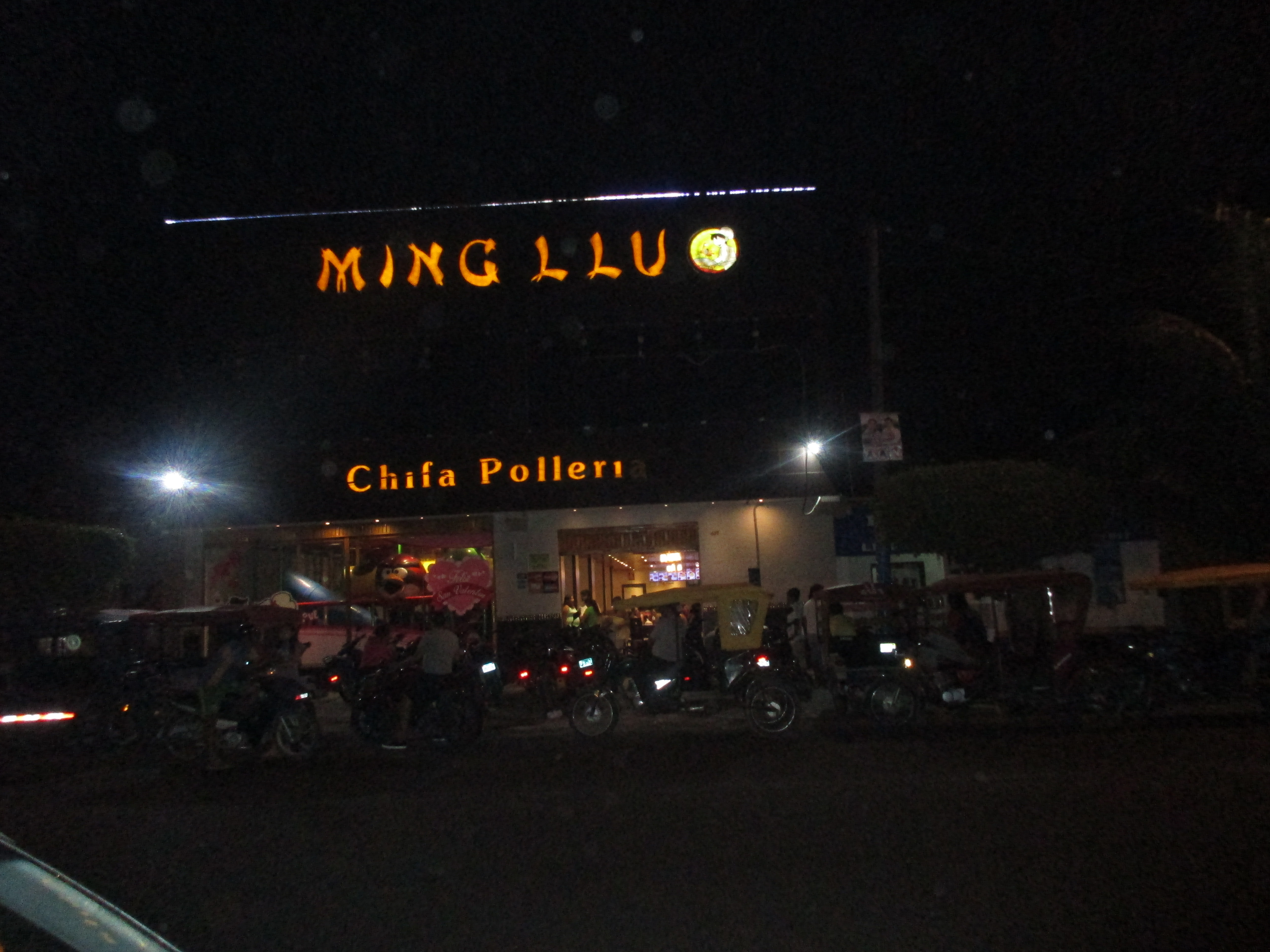
Chifa-Polleria Ming Llu en el distrito de Punchana.

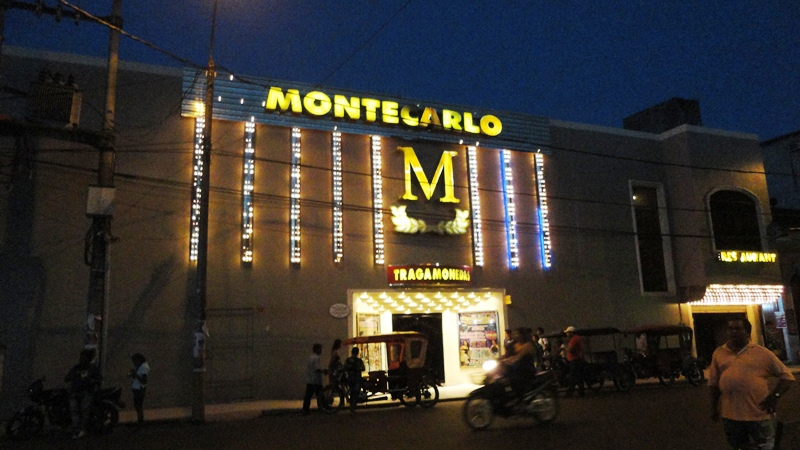
Casino Montecarlo, con su nombre en referencia al Casino de Montecarlo de Mónaco.

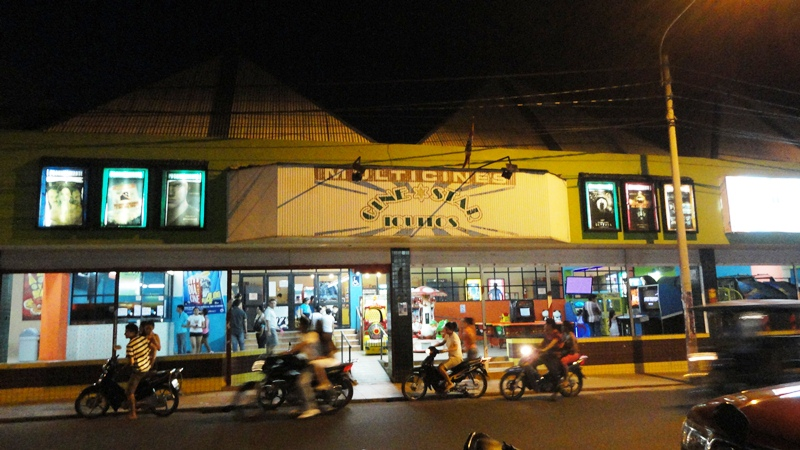
CineStar Iquitos, el único complejo de salas de cine de la ciudad.

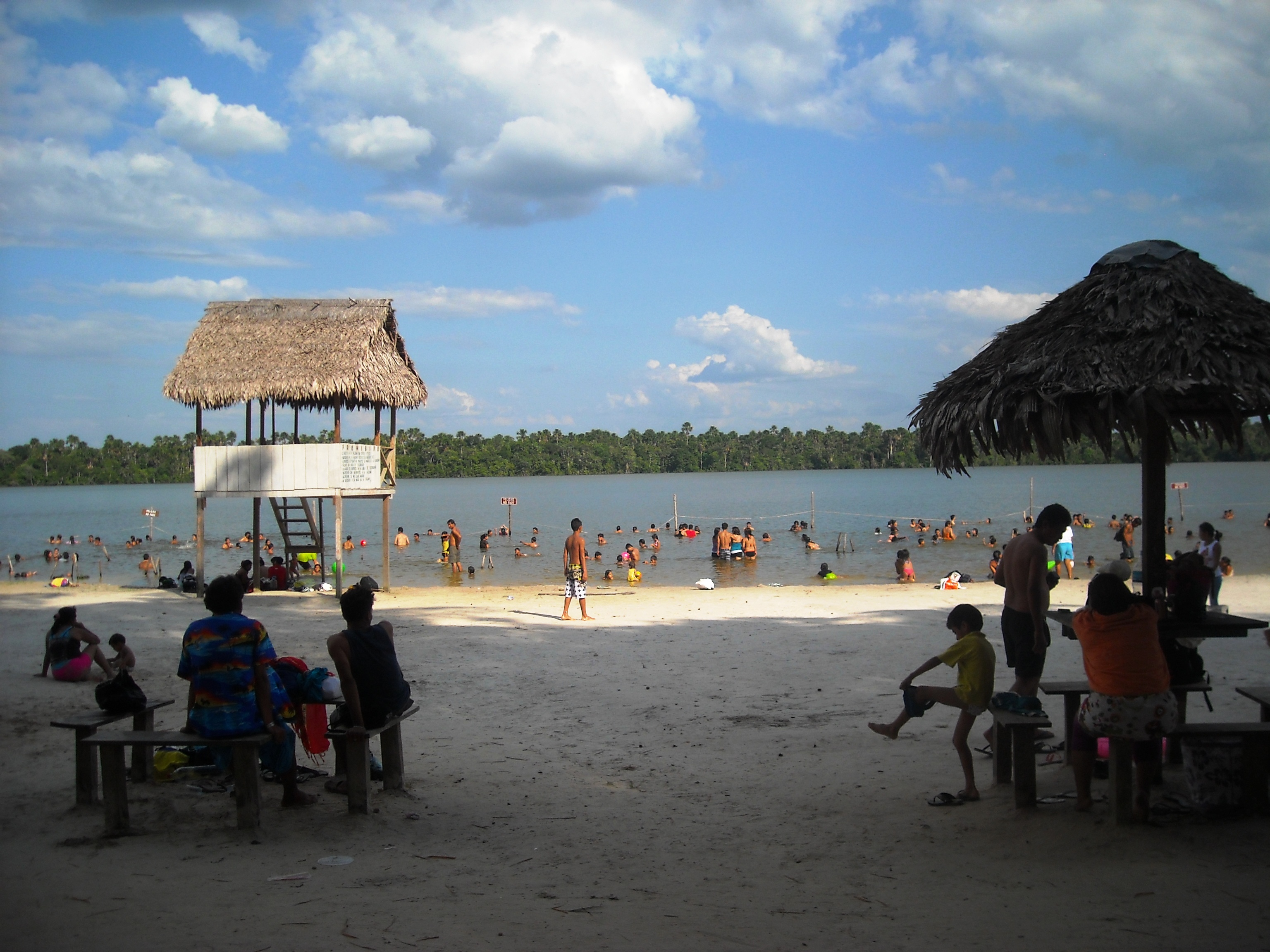
La Tunchi Playa, una playa artificial ubicada en el Complejo Turístico de Quistococha, en San Juan Bautista.

### Vida nocturna
Iquitos tiene una vibrante vida nocturna repartida por toda su área metropolitana. La mayoría de los establecimientos de entretenimiento se clasifican en bares, complejos, cafeterías, bistros, discotecas, ludotecas, y cada uno están musicalizados con géneros musicales según la influencia de su estrato social donde se ubican. El Café-Teatro Amauta fue un bar con teatro con «un gran sabor  bohemio» y un diseño de interior cubierto de elegantes tablas de madera, acompañadas de un pequeño escenario. El lugar se denomina a sí mismo como «El rincón de los artistas». Arandú Bar es otro lugar donde reproducen música rock'n'roll, y el The Yellow Rose of Texas es un restaurante donde venden comida tejana. Noa Noa (antes conocida como Noa Noa Disco) es la discoteca disco/rock donde actualmente tocan más música salsa y pop latino.

### Teatro
El teatro también es otro tipo de entretenimiento en Iquitos, y tiene un índice de audiencia regular, con la mayor parte realizándose en el Auditorio del San Augustín. El acto callejero es una forma de proyección de entretenimiento que ha cobrado fuerza, principalmente el teatro callejero, la música callejera y acrobacias en los pasos de cebra. Por ejemplo, en la Bulevar de la ciudad hay rotonda usada para hacer comedia). La mayor parte de las danzas amazónicas son presentadas en la calle, muchos haciendo performances con boas.

### Temporada de playa
Otro punto de su entretenimiento son sus temporadas de playa y la recreación acuática. Principalmente, septiembre es el mes donde el nivel de los ríos descienden y dejan al descubierto playas de arena blanca. Santa Rita es considerada la playa más «chic» de Iquitos debido al público que asiste. Tipishca es un balneario ubicado a 15 minutos de la ciudad en transporte fluvial y es el más popular durante la temporada playera, mientras Pampa Chica es la playa favorita de la comunidad gay. Quistococha también tiene su playa el cual es permanente debido a que está ubicado a orillas de un lago homónimo.
- Pampachica
- Tipishca
- Amor II
- Ninarumy
- Santa Clara
- Cahuide
- Santo Tomas
- Laguna Azul
- Tunchi Playa
- Pampagay
- Mazan
- Indiana
- Quistococha

### Festivales y eventos
La Dirección Regional de Cultura (antes conocida como Instituto Nacional de Cultura del Perú), con una sede en la ciudad, financia principalmente eventos y festivales relacionado con las artes en la ciudad, aunque también existe pequeños grupos independientes o underground que realizan sus propios eventos culturales. Algunos grandes festivales culturales son Estamos en la Calle, Outfest Iquitos, Festival de Belén, la Feria del Libro, el Festival de la Amazonía, el Festival de San Juan Bautista, etc.
En las fiestas populares, la ciudad es reconocida por una celebración llamada «Carnaval de Iquitos». Durante esta festividad, principalmente pagana, la gente se dedica a la diversión mojando a la gente con «cabaciñas» (globos llenos de agua) u otro instrumento. Muchos optan por ser más extravagantes, mojando con diferentes sustancias como: pintura u otro objeto como Picho Huayo con motivo de festejo. La celebración es única cada año, realizado en febrero. Los carnavales está muy influenciada por los mitos amazónicos y la rica cultura amazónica. También se celebra el Día de San Juan, en referencia a San Juan Bautista como santo patrón en toda la Amazonía peruana, cuya festividad se celebra el 24 de junio. Los elementos principales son el juane y otras danzas propias como el salto de shunto.

### Recreación al aire libre
Por su ubicación en medio de la Amazonía peruana, las recreaciones al aire libre de Iquitos son muy apreciadas y variadas. Estas son las expediciones guiadas en los bosques, campamento, la práctica del trepa árbol, visitas a culturas indígenas, pesca recreativa, observación de aves, carrera de balsas, fotografía. También se incluye al fútbol, vóley, esquí acuático y skateboarding.

### Otros
Iquitos también tiene temporadas donde llegan circos con fechas establecidas. Por otro lado, la ciudad espera tener un parque temático, no obstante, por ahora cuenta con un parque de diversiones ubicado en la Plaza Bolognesi.